# Caught Stealing
Caught Stealing är en amerikansk psykologisk kriminaldramafilm som har premiär den 29 augusti 2025. Filmen är regisserad av Darren Aronofsky efter ett manus skrivet av Charlie Huston.

## Handling
Filmen handlar om den utbrända före detta baseball-spelaren Hank Thompson som befinner sig i en kamp för överlevnad bland 1990-talets kriminella i New York.

## Rollista (i urval)
- Austin Butler - Henry "Hank" Thompson
- Zoë Kravitz - Yvonne
- Regina King - Roman
- Matt Smith - Russ
- Liev Schreiber - Lipa
- Vincent D'Onofrio - Shmully
- Will Brill - Jason
- Bad Bunny - Colorado
- Griffin Dunne - Paul
- D'Pharaoh Woon-A-Tai - Dale
- Action Bronson
- George Abud - Duane
- Carol Kane